# トティ・ソレール
トティ・ソレール（Toti Soler、1949年6月7日 - ）は、スペインのギタリスト、歌手、作曲家であり、1960年代にはカルト・グループの「Pic-Nic」、1970年代には「Om」のメンバーを務めた。ブルース、ジャズ、フラメンコの影響を受けており、クラシックの訓練を受けている。彼の作品は詩的かつ繊細な性質で知られており、その詩からの抜粋がよく使用されている。

## 略歴

### 生い立ちと勉強
ジョルディ・ソレール・イ・ガーリは、1949年6月7日にバルセロナのヴィラッサル・デ・ダルトで生まれた。彼は、1965年からバルセロナ市立音楽院で、1969年からロンドンのスパニッシュ・ギター・センターで訓練を受けた。彼のブルースの影響は、1971年に出会ったアメリカのブルース・ミュージシャン、タジ・マハールから得られ、フラメンコの影響は、1972年にアンダルシアを旅行したときにディエゴ・デル・ガストールから得た。

### 作品と受賞歴
ソレールの作品は、ウーゴ・トニャッツィ監督の『I viaggiatori della sera』（1979年）など、いくつかの映画に使用されている。1980年代初頭、フルート奏者のマ・アナンド・ヤシュとデュオで演奏を行った。1980年代後半には、ペドロ・ハビエル・ゴンサレスと共演した。彼は、レオ・フェレ、ホセ・マヌエル・ロルダン、オヴィディ・モンテロール、ジョルディ・サバテス、シンタ・マシップ、エステル・フォルモーサ、カルレス・レバッサ、フランセスク・ピ・デ・ラ・セーラ、パスカル・コムラード、マリア・デル・マール・ボネット、パウ・リバ、ジェンマ・ウメットなどと仕事をしてきた。
1996年、ソレールは第7回(VII)バルセロナ・ギター・フェスティバルに参加し、J.S.バッハの作品を演奏した。同年後半、アンソロジー『Lydda』でカタルーニャ州最優秀レコード賞 (Premi al Millor Disc Català de l'Any) を受賞。2002年、ソレールはアルバム『Vita Nuova』をレコーディングし、カタルーニャ音楽堂で演奏を行った。2003年に、一般作家出版社協会 (SGAE) からPremio Nuevas Músicas賞を受賞した。2005年、アルバム『L'arxiver de Tortosa』『Racconto』『Guitar cançons i』により、カタルーニャ州ジェネラリタット文化局よりカタルーニャ国民音楽賞（Premi Nacional de Música de Catalunya）を受賞した。2006年にはサン・ジョルディ十字勲章を受賞している。
2004年、『プレイズ・インターナショナル』は、チェーホフの『ワーニャ伯父さん』のリューレ劇場でのジョアン・オーレの演出について、「トティ・ソレールというギタリストが、舞台上のアクションに叙情的なアクセントを与え、観察者としても解説者としても機能しています。彼の荒々しい音楽が、心を痛めたり、憂鬱になる、ステージ上およびステージ外でのトラウマや情熱の謎めいた雰囲気を美しく捉えています」と語った。
ソレールによるレナード・コーエンの「Suzanne」のライブにおけるカバー（「Susanna」というタイトルでカタロニア語によって歌われた）は、2007年のアルバム『Acordes Con Leonard Cohen』に収録された。

## ディスコグラフィ

### リーダー・アルバム
- Liebeslied (1972年)
- Jordi Sabatés i Toti Soler (1973年) ※with ジョルディ・サバテス
- El gat blanc (1973年)
- El cant monjo (1975年)
- Desdesig (1977年)
- Laia (1978年)
- Lonely Fire (1979年)
- Epigrama (1985年)
- Supernova (1988年)
- La cigonya Guita (1993年) ※ストーリー：ジョルディ・ジャネ、音楽：トティ・ソレール
- Lydda (1994年)
- M'aclame a tu (1997年) ※with エステル・フォルモーサ
- Vinya Laia (1998年)
- Diuen i canten Miquel Martí i Pol. Per molts anys! Bon profit! (1999年) ※with シンタ・マシップ
- Cançons (2000年)
- Vita nuova (2002年)
- L'Arxiver de Tortosa (2004年) ※with エステル・フォルモーサ
- Guitarra i cançons (2004年)
- Racconto (2004年)
- Deu catalans i un rus (2005年) ※with エステル・フォルモーサ、カルレス・レバッサ
- 『ヴィダ・セクレタ〜密やかな生活』 - Vida secreta (2005年)
- Poemes & guitarra (2007年)
- Vida més alta (2008年)
- L'amant (2009年)
- Tres vides (2009年)
- 『帰郷の理由』 - Raó de viure (2011年)
- 『君の名前』 - El teu nom (2013年)
- Celebrem 20 anys de Mediapro (2014年) ※with シルビア・ペレス・クルス。バルセロナのカタルーニャ音楽堂での共演ライブ（2014年2月14日）。DVDがメディア・プロから特別盤として発表されている。13曲収録
- 『静止した時』 - El temps que s'atura (2015年)
- 『トランスパレンシエス』 - Transparències (2016年)
- 『ツインズ』 - Twins (2017年)
- 『ペティタ・フェスタ』 - Petita festa (2018年) ※with ジェンマ・ウメット
- Cançons disperses (2019年)
- 『フィル・デ・ラ・フォルトゥナ』 - Fill de la fortuna (2022年)